# Erika Kaufmann
Erika Kaufmann (* 28. Jänner 1925 in Graz; † 1. Mai 2018 ebenda) war eine österreichische Journalistin und von 1971 bis 1991 die erste Frau an der Spitze des Musikvereins für Steiermark.

## Leben
Erika Kaufmann wurde im Jänner 1925 in der steirischen Landeshauptstadt Graz geboren. Nach dem Besuch der Volks- und Mittelschule (Gymnasium) maturierte sie im Jahre 1943 an der Grazer Frauenoberschule. Drei Jahre später begann sie ein Musikstudium an der Karl-Franzens-Universität Graz und promovierte im Dezember 1950 zum Dr. phil. Von ebendiesem Jahr bis 1961 trat sie als freie Mitarbeiterin bei der Grazer Tageszeitung Neue Zeit in Erscheinung. Im Jahre 1970, dem Jahr, in dem ihr Mann, der Philosoph und Musikforscher Harald Kaufmann 42-jährig verstarb, bewarb sie sich erfolgreich als Generalsekretärin des 1815 gegründeten Musikvereins für Steiermark und war ab 1. Jänner 1971 die erste Frau in diesem Amt. In ihrer Tätigkeit als Generalsekretärin sorgte sie für die Sanierung der Vereinsfinanzen und war maßgeblich an der Trennung des Musikvereins vom Steirischen Herbst beteiligt. Des Weiteren wurde unter ihrer Führung verstärkt auf die Bewerbung von Solisten-, Kammerkonzerten und Liederabenden gesetzt. Im Jahre 1990 war Kaufmann anlässlich des  175-jährigen Bestehens des Musikvereins Herausgeberin eines Festprogramms und einer weiteren Festschrift. Noch im gleichen Jahr wurde sie mit Beschluss vom 8. November 1990 zur „Bürgerin der Stadt Graz“ ernannt. Nach 20 Jahren im Amt übernahm im Jahre 1991 Uta Werner den Posten der Generalsekretärin. 1994 übergab Erika Kaufmann den Nachlass ihres 24 Jahre zuvor verstorbenen Mannes, den sie bis zu diesem Zeitpunkt verwahrt und betreut hatte, an das Archiv der Akademie der Künste#Musikarchiv in Berlin. Im Jahre 2010 wurde sie zum Ehrenmitglied des Musikvereins für Steiermark ernannt, im darauffolgenden Jahr wurde ihr die Urkunde offiziell verliehen. Erika Kaufmann starb am 1. Mai 2018 in Graz. Der Teilnachlass befindet sich im Archiv der Kunstuniversität Graz (KUG). Er umfasst private als auch Erika Kaufmanns Tätigkeit im Musikverein betreffende Unterlagen.

## Ehrungen (Auswahl)
- 1990: „Bürgerin der Stadt Graz“
- 2010/11: Ehrenmitglied des Musikvereins für Steiermark